# 낙고재

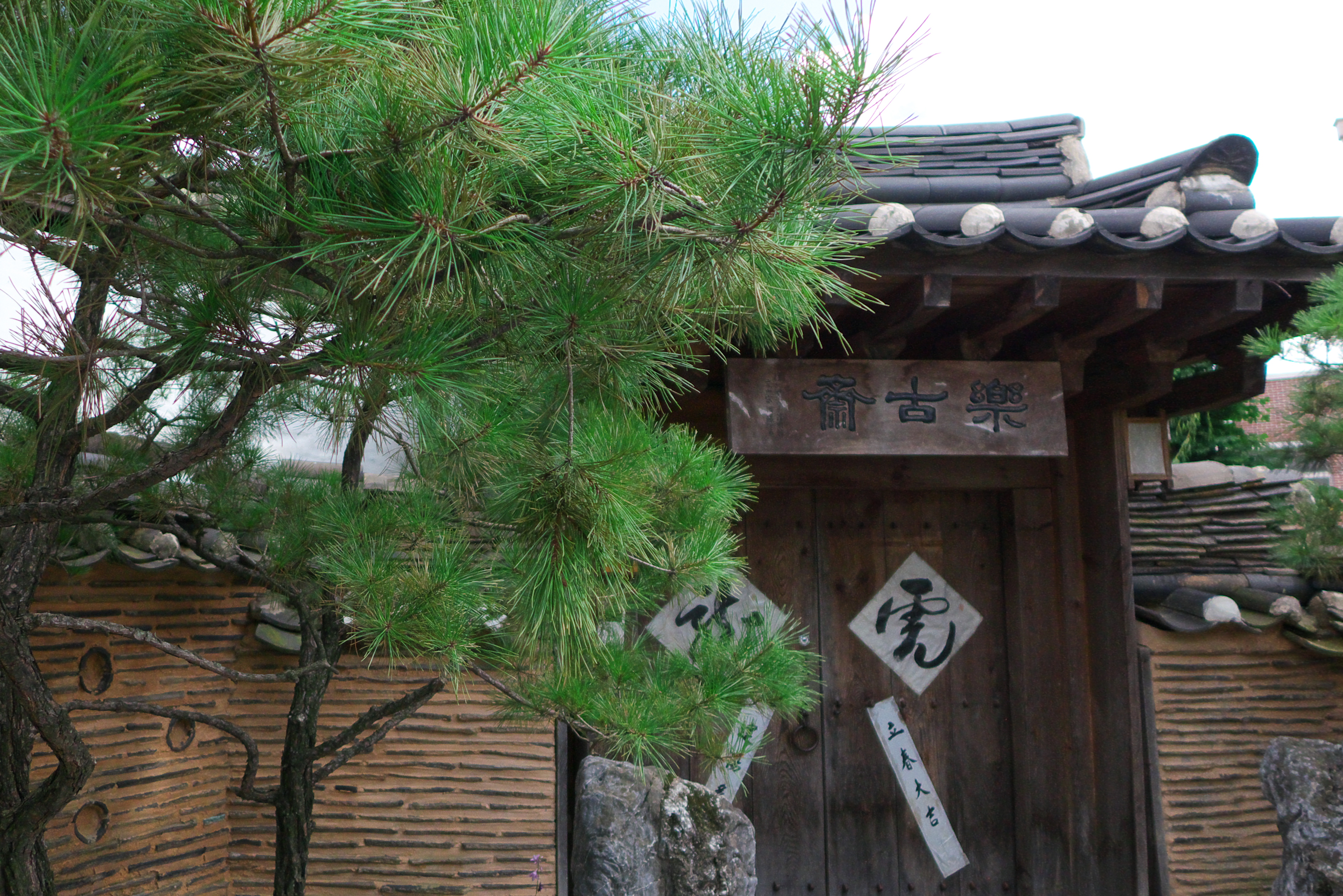

낙고재(樂古齋)는 '옛 것을 즐기는 집'이라는 뜻으로, 서울 종로구 북촌 한옥마을 에 위치한 한국 전통문화체험공간이다.
대한민국에 오는 외국인 관광객들이 한옥에서 한국 문화를 체험할 수 있도록 설립되었으며, 2003년부터 운영을 시작했다.

## 같이 보기
- 북촌 한옥마을
- 남산골한옥마을
- 한국민속촌
- 안동 하회마을